# Павловська Наталія Валеріївна
Ната́лія Вале́ріївна Павло́вська — український музикант, композитор, концертмейстер, солістка-цимбалістка концертного колективу «Горлиця-APT». Народна артистка України (2016).

## Життєпис
Очолювала ансамбль «Горлиця» Центру культури і мистецтв Служби безпеки України.
Є однією з засновників музичного колективу G-ART («Горлиця-APT»), де працює солісткою-цимбалісткою.
Колектив G-ART гідно представляє Україну на світовій музичній арені. Серед партнерів Наталії Павловської — заслужений артист України Олександр Бублієнко (вокал, гітара, пан-флейта), володарка Гран-Прі Міжнародних вокальних конкурсів Євгенія Проворова (вокал), лауреат Міжнародних конкурсів акордеоністів Антон Вальков (акордеон, синтезатор), заслужена артистка України Ірина Павловська (директор колективу).
2016 року Наталія Валеріївна удостоєна звання Народної артистки України.

## Композиції
- Музичне оформлення вистави Театру Єсіних «Ти — дурень».
- Мюзикл «Лускунчик: війна і мир» від Театру Єсіних.